# Friedrich Wilhelm von Steuben
Friedrich Wilhelm Ludolf Gerhard Augustin von Steuben (más néven a Baron von Steuben) (Magdeburg, 1730. szeptember 7. – Steuben, New York, 1794. november 28.) porosz származású katonatiszt, aki főfelügyelőként és vezérőrnagyként a kontinentális hadseregben szolgált az amerikai függetlenségi háborúban. Egyike a kontinentális hadsereg atyjainak: megtanította a seregnek az alapvető katonai kiképzést bevezetése, a taktikai kiképzés és a fegyelem megszilárdítása fűződik a nevéhez. Ő írta a Revolutionary War Drill Manual című katonai kiképzési kézikönyvet, amely alapvető kiképzési útmutatóként funkcionált az Egyesült Államokban egészen az 1812-es háborúig. George Washington tábornok vezérkari főnökeként szolgált a háború utolsó éveiben.

## Fordítás
- Ez a szócikk részben vagy egészben  a   Friedrich Wilhelm von Steuben című angol Wikipédia-szócikk ezen változatának fordításán alapul.  Az eredeti cikk szerkesztőit annak laptörténete sorolja fel. Ez a jelzés csupán a megfogalmazás eredetét és a szerzői jogokat jelzi, nem szolgál a cikkben szereplő információk forrásmegjelöléseként.